# László Sternberg
László Sternberg (* 28. Mai 1905; † 4. Juli 1982) war ein ungarischer Fußballspieler und -trainer.

## Karriere
Zu Beginn seiner Karriere spielte László Sternberg beim VAC Budapest, beim Zuglói VII. Kerületi AC und beim Ékszerész SC. Nachdem letzterer 1925 wegen einer Bestechungsaffäre gesperrt wurde, verließ er den Verein und wechselte wie viele Ungarn Mitte der 1920er Jahre nach Italien. Dort erhielt der Verteidiger einen Vertrag beim Zweitligisten Unione Sportiva Novese, der drei Jahre zuvor noch italienischer Meister gewesen war (allerdings in einem Jahr, in dem es zwei Meisterschaften konkurrierender Verbände gab). Der Verein zog sich während des Spieljahres aus der Meisterschaft zurück und der Ungar wechselte 1926 in die höchste Spielklasse zu SG Andrea Doria, wo er zum Stammspieler wurde.  
Ab 1927 durften in der italienischen Fußballmeisterschaft nur mehr Spieler italienischer Abstammung eingesetzt werden, was Sternberg dazu zwang, Italien zu verlassen. Er kehrte nach Ungarn zurück und schloss sich dem Újpest FC an. Mit den Budapestern belegte er den dritten Platz in der Meisterschaft und wurde im März 1928 erstmals in die Nationalmannschaft einberufen, wo er bei der 3:4-Niederlage gegen Italien im Rahmen des Europapokals der Nationalmannschaften 1927–1930 debütierte.
Nach Ablauf dieser Saison nahm er ein Angebot aus den Vereinigten Staaten an und wechselte in die American Soccer League zu den New York Giants, wo auch seine Landsleute Béla Guttmann und Ernö Schwarz unter Vertrag standen. Nach gerade einmal einem Monat und sieben Einsätzen kam es zum Ausbruch des Soccer War, der zu einer Spaltung der Liga führte. Sternberg unterschrieb bei der neu gegründeten New York Hakoah, welche in der Eastern Soccer League spielte und wo neben den ausgewanderten Spielern des SC Hakoah Wien auch ungarische Nationalspieler wie Lajos Fischer und Dezső Grósz tätig waren. Die Hakoah gewann den National Challenge Cup gegen St. Louis Madison Kennels, wobei Sternberg in beiden Finalspielen zum Einsatz kam. 1929 kam es zur Wiedervereinigung der beiden Ligen und Sternberg blieb bei dem jetzt mit der Brooklyn Hakoah fusionierten Verein bis 1932 und spielte danach noch kurzzeitig für die New York Americans, das Team von Ernö Schwarz.
Nachdem die Liga in wirtschaftliche Schwierigkeiten geraten war, kehrte Sternberg nach Ungarn zurück und spielte wieder bei Újpest. Mit den Budapestern holte er in vier Saisonen zweimal den ungarischen Meistertitel und spielte auch wieder in der Nationalmannschaft. Bei der Weltmeisterschaft 1934 war er Kapitän der Ungarn, die im Viertelfinale an Österreich scheiterten. Sein letztes Spiel in der Nationalmannschaft bestritt er im Mai 1936 gegen Italien.
1936 wechselte Sternberg nach Frankreich, wo er bei Red Star Paris spielte. In der Saison 1937/38 war er als Trainer bei Újpest tätig. Anschließend kehrte er in die USA zurück, wo er noch bis 1943 für die New York Americans auflief. Danach betätigte er sich als Schiedsrichter in New York.

## Erfolge
- 2 × Ungarischer Meister: 1932/33, 1934/35
- 1 × National-Challenge-Cup-Sieger: 1929
- 19 Spiele für die ungarische Fußballnationalmannschaft